# Ilie Subășeanu
Ilie Subășeanu (n. 20 octombrie 1906 – d. 20 ianuarie 1980) a fost un jucător de fotbal român, care în 1930 a jucat pentru Echipa națională de fotbal a României la Campionatul Mondial de Fotbal din Uruguay (1930).